# باپوم
باپوم (به فرانسوی: Bapaume) یک کمون در فرانسه است که در پا-دو-کاله واقع شده‌است.

## خصوصیات
باپوم ۵٫۷۶ کیلومترمربع مساحت و ۴٬۱۱۵ نفر جمعیت دارد و ۱۲۲ متر بالاتر از سطح دریا واقع شده‌است.

## نگارخانه

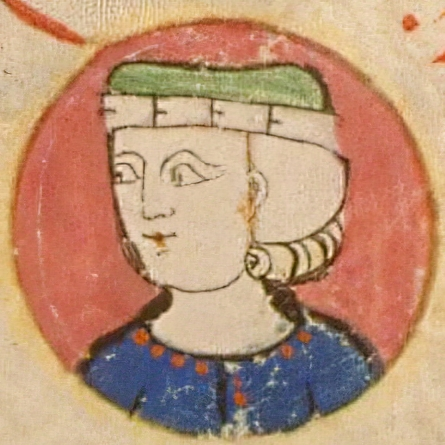
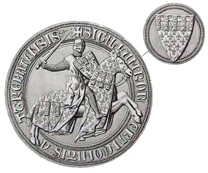
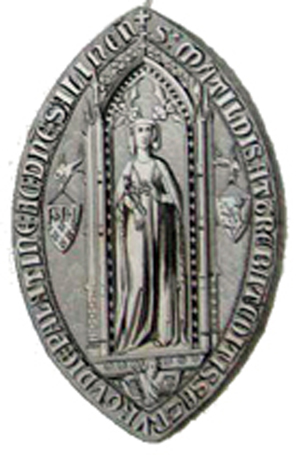
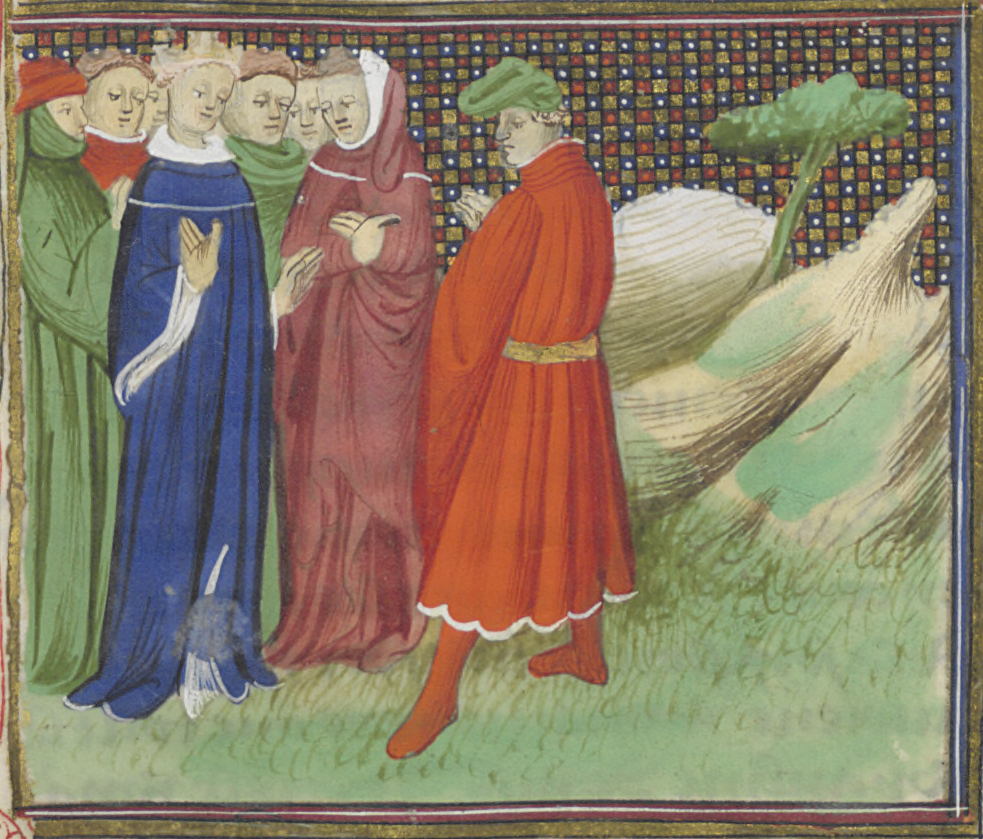

## خواهرخوانده
شهر مئرس خواهرخواندهٔ باپوم هست.